# (11667) Testa
(11667) Testa  es un asteroide perteneciente al cinturón de asteroides, descubierto el 19 de octubre de 1997 por Luciano Tesi y Andrea Boattini desde el Observatorio Astronómico de las Montañas de Pistoia, en Italia.

## Designación y nombre
Testa se designó inicialmente como 1997 UB1.
Más adelante fue nombrado en honor al astrónomo italiano  Augusto Testa (n. 1950).

## Características orbitales
Testa orbita a una distancia media del Sol de 2,3195 ua, pudiendo acercarse hasta 1,9572 ua y alejarse hasta 2,6817 ua. Tiene una excentricidad de 0,1561 y una inclinación orbital de 4,7547° grados. Emplea en completar una órbita alrededor del Sol 1290 días.

## Características físicas
Su magnitud absoluta es 14,9. Tiene 2,503 km de diámetro. Su albedo se estima en 0,407.